# Skawiński (album)
Skawiński – solowy album Grzegorza Skawińskiego wydany w 1989 roku przez Polskie Nagrania.

## Lista utworów
Opracowano na podstawie materiału źródłowego.
Strona A
1. „Moonlight I” (muz. Grzegorz Skawiński) – 1:23
2. „Z tobą czy bez ciebie” (muz. Grzegorz Skawiński, sł. Waldemar Tkaczyk) – 3:54
3. „Dziś tracisz mnie” (muz. Grzegorz Skawiński, sł. Wojciech Ziółkowski) – 4:29
4. „Raz na całe życie” (muz. Grzegorz Skawiński, sł. Waldemar Tkaczyk) – 4:05
5. „Joyeux Noël” (muz. Grzegorz Skawiński) – 4:05

Strona B
1. „Kim jesteś co rano” (muz. Grzegorz Skawiński, sł. Jacek Cygan) – 5:07
2. „Niemy czas” (muz. Rafał Paczkowski, Grzegorz Skawiński, sł. Jacek Cygan) – 5:39
3. „Łamie się świat” (muz. Rafał Paczkowski, Grzegorz Skawiński, sł. Jacek Cygan) – 3:55
4. „Moonlight II” (muz. Grzegorz Skawiński) – 1:35

Wszystkie utwory skomponowane przez Grzegorza Skawińskiego z wyjątkiem 7 i 8 skomponowane przez Grzegorza Skawińskiego i Rafała Paczkowskiego. Aranżacje wykonali także Rafał Paczkowski i Grzegorz Skawiński, autorami tekstów są: Waldemar Tkaczyk (2, 4), Wojciech Ziółkowski (3), Jacek Cygan (6, 7, 8).

## Twórcy
Opracowano na podstawie materiału źródłowego.
- Grzegorz Skawiński – gitara, śpiew
- Rafał Paczkowski – instrumenty klawiszowe, perkusja
- Waldemar Tkaczyk – 5-strunowa gitara basowa
- Anna Jurksztowicz – śpiew (8)
- Kayah – śpiew (3, 7)